# قائمة إصدارات الطوابع في أوكرانيا لسنة 2013
هذه قائمة الطوابع البريدية التي أصدرها البريد الأوكراني للتداول في عام 2013.
في الفترة من 11 يناير إلى 25 ديسمبر 2013، أصدر 81 طابعًا بريديًا، شملت 78 الطوابع التذكارية بالإضافة إلى 3 طوابع من الإصدار الثامن للطوابع القياسية بقيمة اسمية 2,00 إلى 6,40 هريفنا، غطت الطوابع التذكارية ذكرى التواريخ المهمة والأحداث وذكرى الشخصيات الثقافية البارزة وغيرها.
وقد كانت الطوابع التذكارية بالفئات التالية:
- 2.00 هريفنا
- 2.50 هريفنا
- 3.30 هريفنا
- 4.30 هريفنا
- 4.80 هريفنا
- 5.40 هريفنا
- 5.60 هريفنا
- 6.40 هريفنا

بالإضافة إلى طوابع قياسية من فئات بالحروف «G» و«N» و«Є» وليس قيمة رقمية. هذه الطوابع التي كانت ضمن إصدارات طوابع بريدية أوكرانية حملت قيمًا على شكل حروف من الأبجدية الأوكرانية، كان هذا يشير إلى نظام مؤقت للقيمة بسبب التضخم المفرط الذي كانت تعاني منه البلاد منذ أوائل التسعينيات بعد انهيار الاتحاد السوفيتي. فعوضا عن الأرقام التي تحدد قيمة الطابع برقم معين (مثل 10 أو 50 كوبيك)، فقد استعملت حروف أوكرانية أو لاتينية، وهذا بسبب أن القيم متغيرة وأن هذه الحروف لم تكن تمثل قيمة ثابتة بالمعنى التقليدي. بدلاً من ذلك، كانت تمثل فئة سعرية أو تعرفة بريدية محددة في ذلك الوقت.
وهكذا فقد كان يصدر تعديل دوري نظرًا للتضخم السريع، وقد كانت قيمة هذه الفئات السعرية التي تمثلها الحروف تتغير دوريا (أسبوعيًا في بعض الأحيان) لمواكبة تقلبات سعر الصرف مقابل الدولار الأمريكي وتكاليف البريد المتزايدة. كذلك كان استخدام الحروف أسهل وأسرع من إعادة طباعة طوابع جديدة بأرقام مختلفة كل فترة قصيرة، وكان يعلن عن قيمة كل حرف بالعملة المحلية (الكاربوفانيتس الأوكراني ثم الهريفنيا الأوكرانية) دوريا. مثلا قد يمثل الطابع الذي يحمل الحرف "А" قيمة معينة للرسائل المحلية العادية، بينما يمثل الطابع الذي يحمل الحرف "Б" قيمة أعلى للرسائل المسجلة أو المرسلة إلى وجهات أبعد.
استخدم هذا النظام بين عامي 1994 و1996 حتى استقر الوضع الاقتصادي وأدخلت العملة الوطنية الجديدة [الإنجليزية]، (الهريفنيا الأوكرانية) (₴)، في عام 1996. بعد ذلك، بدأت الطوابع تحمل قيمًا رقمية ثابتة بالهريفنيا والكوبيك (الوحدة الأصغر للهريفنيا). وأعيد استخدام هذه النظام لاحقا في الإصدارات اللاحقة.
لذلك، فإن الحروف الأوكرانية على طوابع لم تكن مجرد رموز عشوائية، بل كانت نظامًا عمليًا مؤقتًا لتحديد قيمة الطوابع في ظل الظروف الاقتصادية الصعبة التي مرت بها أوكرانيا في تلك الفترة.
طُبعت كل الطوابع في مؤسسة "دار الطباعة الأوكراني" المملوكة للدولة.

## قائمة الطوابع التذكارية
| التسلسل في الكتالوج                                                    | الصورة | الوصف والمصادر | القيمة                | تاريخ طرحها للتداول | كمية الإصدار | المصمم                             |
| ---------------------------------------------------------------------- | ------ | --- | --------------------- | ------------------- | ------------ | ---------------------------------- |
| رقم 1271                                                               |        | ورقة طوابع تذكارية رقم 108: ذكرى 900 عام على ميثاق فلاديمير مونوماخ [الأوكرانية] صممت ورقة الطوابع التذكارية على الطراز البيزنطي الذي يتوافق مع الأسلوب الفني السائد في ذلك العصر. الطابع يصور أميرًا وكاتبًا.. | 6,40 هريفنا           | 22 فبراير 2013 م    | 65٬000       | ميكولا سافوفيتش كوتشوبي            |
| رقم 1272                                                               |        | «فلاديمير فرنادسكي. 1863—1945». | 2,00 هريفنا           | 28 فبراير 2013 م    | 145٬000      | تاران فولوديمير فاسيليفيتش         |
| رقم 1273                                                               |        | سلسلة "الذكرى المئوية الثانية لميلاد تاراس شيفتشينكو." "مستوحى من الكوبزار [الإنجليزية]": ميكولا ستوروجينكو [الإنجليزية] "لوحة غونتا [الإنجليزية] وزاليزنياك [الإنجليزية]". | 3,30 هريفنا           | 9 مارس 2013 م       | 140٬000      | تاران فولوديمير فاسيليفيتش         |
| رقم 1274                                                               |        | سلسلة "الذكرى المئوية الثانية لميلاد تاراس شيفتشينكو." "مستوحى من الكوبزار [الإنجليزية]": إيفاخنينكو أولكسندر أندريوفيتش "تشوراييفنا [الإنجليزية]" («القدر»). | 4,80 هريفنا           | 9 مارس 2013 م       | 140٬000      | تاران فولوديمير فاسيليفيتش         |
| رقم 1275                                                               |        | «ذكرى 200 عام منذ ولادة سيمين هولاك-أرتيموفسكي [الإنجليزية]» تحتوي الطوابع على صورة لسيمين هولاك-أرتيموفسكي [الإنجليزية] وصور من إنتاج أوبرا «زابوروجيون وراء نهر الدانوب [الإنجليزية]», بطولة: أوداركا — ماريا ليتفينينكو-فولغيموت [الإنجليزية]، كاراس - إيفان سيرهيوفيتش باتورزينسكي [الأوكرانية].                                                    | 2,00 هريفنا           | 25 مارس 2013 م      | 161٬000      | فاسيل فاسيلنكو                     |
| رقم 1276                                                               |        | سلسلة «صناعة العربات في أوكرانيا»: «عربة قادوس [الإنجليزية] فئة 19-7017-01». | 2,50 هريفنا           | 27 مارس 2013 م      | 150٬000      | فاليري رودينكو                     |
| رقم 1277                                                               |        | سلسلة «صناعة العربات في أوكرانيا»: «عربة مفتوحة [الإنجليزية] فئة 12-791». | 2,00 هريفنا           | 27 مارس 2013 م      | 150٬000      | فاليري رودينكو                     |
| رقم 1278                                                               |        | سلسلة «صناعة العربات في أوكرانيا»: «عربة قطار فئة 20-7032». | 2,50 هريفنا           | 27 مارس 2013 م      | 150٬000      | فاليري رودينكو                     |
| رقم 1279                                                               |        | سلسلة «صناعة العربات في أوكرانيا»: «عربة صهريج فئة 15-1547-03». | 2,00 هريفنا           | 27 مارس 2013 م      | 150٬000      | فاليري رودينكو                     |
| رقم 1280                                                               |        | «كييف، بوريسبيل: مطار بوريسبيل الدولي - مبنى الركاب د». | 2,00 هريفنا           | 2 أبريل 2013 م      | 120٬000      | فاسيل فاسيلنكو                     |
| رقم 1281                                                               |        | «آيو داغ [الإنجليزية] (جبل الدب)، غورزوف (بلدة من النمط المدني). ساحل القرم الجنوبي [الإنجليزية]». | 2,50 هريفنا           | 24 أبريل 2013 م     | 161٬000      | كالميكوف أوليكساندر فيدوروفيتش     |
| رقم 1282                                                               |        | «قصر خانسراي في مدينة باغجه سراي». | 2,00 هريفنا           | 24 أبريل 2013 م     | 173٬000      | كالميكوف أوليكساندر فيدوروفيتش     |
| رقم 1283 رقم 1284 رقم 1285 رقم 1286 رقم 1287                           |        | ورقة طوابع تذكارية رقم 109جمال وعظمة أوكرانيا. جمهورية القرم ذاتية الحكم»: - «مدينة الوشدة. وادي الأشباح [الإنجليزية] (دميرجي [الإنجليزية])» - «مدينة كرج. كنيسة القديس يوحنا المعمدان [الإنجليزية]، القرن العاشر.» - «بانوراما الساحل الجنوبي [الإنجليزية] لشبه جزيرة القرم» - «ماسندرا [الإنجليزية]. أقبية النبيذ» - «محمية كرج. بليكة [الإنجليزية]». | 2,00 4,80 2,50 هريفنا | 24 أبريل 2013 م     | 65٬000       | كالميكوف أوليكساندر فيدوروفيتش     |
| رقم 1289                                                               |        | «عيد فصح سعيد!» | 2,00 هريفنا           | 30 أبريل 2013 م     | 120٬000      | ناتاليا أندريشينكو                 |
| رقم 1290                                                               |        | 1150 عامًا من الكتابة السلافية تظهر على الطابع صور كيرلس وميثوديوس. | 2,50 هريفنا           | 22 مايو 2013 م      | 150٬000      | سيرهي غوروبيتس                     |
| رقم 1291                                                               |        | ورقة طوابع تذكارية رقم 110 «100 سنة. أول دورة ألعاب أولمبية روسية [الأوكرانية]. كييف 1913». | 4,80 هريفنا           | 25 مايو 2013 م      | 66٬000       | فولوديمير جدانوف                   |
| رقم 1292 رقم 1293 [ورقة طوابع تذكارية رقم 111 (رقم 1292-1 رقم 1293-1)] |        | طاعين متجاورين: أوروبا-2013. سيارة بريدية: - «موسكوفيتش-400 [الإنجليزية]. 1953» - «ماز-5440 [الألمانية]. 2013». | 4,00 5,60 هريفنا      | 29 مايو 2013 م      | 100٬000      | فاليري رودينكو                     |
| رقم 1294 رقم 1295                                                      |        | طابعان متجاوران «1 يونيو — اليوم العالمي للطفل» تصور الطوابع البريدية أعمال المشاركين في المسابقة الإبداعية لعموم أوكرانيا للأطفال والشباب "الفرص المتساوية - من خلال عيون الأطفال" في عام 2007.. | 2,00 هريفنا           | 31 مايو 2013 م      | 100٬000      | يوليا زادوروجنيا يفغيني بيلوبراغين |
| رقم 1296                                                               |        | «مدينة سيفاستوبول. قالب:كاتدرائية القديس فلاديمير (تاوريس خيرسون) في تاوريس خيرسون». | 3,30 هريفنا           | 27 يونيو 2013 م     | 159٬000      | كالميكوف أوليكساندر فيدوروفيتش     |
| رقم 1297                                                               |        | ورقة طوابع تذكارية رقم 112 «900 عام من تاريخ "السجل الأولي"» تصور الطوابع نسطور المؤرخ أثناء عمله، وتصور هوامش ورقة الطابع الأحداث الموصوفة في الحكاية... | 2,00 هريفنا           | 26 يوليو 2013 م     | 48٬000       | ميكولا سافوفيتش كوتشوبي            |
| رقم 1298                                                               |        | ورقة طوابع تذكارية رقم 113 «1025 عامًا على معمودية كييف روس» (جزء من إصدار مشترك بين "أوكرانيا وروسيا وبيلاروسيا") تتميز ورقة الطوابع التذكارية بلوحة جدارية للفنان فيكتور فاسنستوف وهي «لوحة معمودية روس [الأوكرانية]», والموجودة في كاتدرائية القديس فلاديمير [الإنجليزية] في كييف. - إصدار روسيا البيضاء - إصدار روسيا                                | 5,40 هريفنا           | 28 يوليو 2013 م     | 65٬000       | كوست لافرو أ. سولداتينكو           |
| رقم 1299 رقم 1300 رقم 1301 رقم 1302 رقم 1303                           |        | ورقة طوابع تذكارية رقم 114 «"الخبز هو رأس كل شيء" من خمسة طوابع وأربع ملصقات: - «باليانيتسيا [الإنجليزية]» - «كلاش [الإنجليزية]» - «بوبليك [الإنجليزية]» - «خبز الشيلم» - «كرفاي [الإنجليزية] في حفل زفاف». | 2,00 2,50 4,80 هريفنا | 20 أغسطس 2013 م     | 58٬000       | يوليكا برافدوخينا                  |
| رقم 1304                                                               |        | «جمال وعظمة أوكرانيا» «مدينة دنبرو». | 2,00 هريفنا           | 23 أغسطس 2013 م     | 150٬000      | كالميكوف أوليكساندر فيدوروفيتش     |
| رقم 1305 رقم 1306 رقم 1307 رقم 1308                                    |        | ورقة طوابع تذكارية رقم 115 «جمال وعظمة أوكرانيا. مقاطعة دنيبروبتروفسك»: - «مركبة الإطلاق „زينيت-3 س ل ب [الإنجليزية]“» - «الواجهة البحرية [الإنجليزية] في مدينة دنبرو» - «كاتدرائية الثالوث في نوفوموكونفسك [الإنجليزية]» - «لوحة بتريكيفكا». | 2,50 2,00 3,30 هريفنا | 23 أغسطس 2013 م     | 65٬000       | كالميكوف أوليكساندر فيدوروفيتش     |
| رقم 1288                                                               |        | رسم: إيفدوكيم فولوشينوف "القرع". | 2,00 هريفنا           | 24 أغسطس 2013 م     | 190٬000      | إيفدوكيم فولوشينوف                 |
| رقم 1309                                                               |        | «طائرة أنتونوف أن-158 (Q2895046)». | 2,00 هريفنا           | 31 أغسطس 2013 م     | 193٬000      | فاليري رودينكو                     |
| رقم 1310                                                               |        | «مدينة فينيتسا. برج المياه [الإنجليزية]». | 2,00 هريفنا           | 5 سبتمبر 2013 م     | 185٬000      | كالميكوف أوليكساندر فيدوروفيتش     |
| رقم 1311 رقم 1312 رقم 1313 رقم 1314                                    |        | ورقة طوابع تذكارية رقم 116 تضم 4 طوابع عن "جمال وعظمة أوكرانيا. مقاطعة فينيتسا": - «نهر دنيستر، في قرية ليادوفا [الأوكرانية]» - «دير الثالوث المقدس [الأوكرانية]» - «قصر نيميريف [الأوكرانية]» - «"نافورة الضوء والموسيقى "روشن" [الإنجليزية]، مدينة فينيتسا"».                                                                                         | 2,00 2,50 4,80 هريفنا | 9 سبتمبر 2013 م     | 65٬000       | كالميكوف أوليكساندر فيدوروفيتش     |
| ورقة طوابع تذكارية رقم 117 طابع رقم 1315                               |        | «1000 سنة على بناء دير القديس أوسيكنوفينسكي لياديف (Q12164984)». | 4,30 هريفنا           | 15 سبتمبر 2013 م    | 65٬000       | تاران فولوديمير فاسيليفيتش         |
| رقم 1316                                                               |        | «تاريخ الاتصالات الوطنية». | 2,00 هريفنا           | 9 أكتوبر 2013 م     | 163٬000      | فولوديمير كوليك                    |
| رقم 1317 رقم 1318 رقم 1319 رقم 1320                                    |        | ورقة طوابع تذكارية رقم 118 تضم 4 طوابع عن «أوكرانيا السخية. خريف»: - «شجرة السمن (Sorbus aucuparia)» - «البطيخ (Citrullus lanatus)» - «أضالية (Dahlia)» - «بوليط مأكول (Boletus edulis)». | 2,00 2,50 3,30 هريفنا | 14 أكتوبر 2013 م    | 58٬000       | ناتاليا كوخال                      |
| رقم 1322                                                               |        | «120 عامًا منذ ولادة فيرا خولودنايا [الإنجليزية]. 1893—1919.». | 2,00 هريفنا           | 31 أكتوبر 2013 م    | 148٬000      | فاسيل فاسيلنكو                     |
| رقم 1324                                                               |        | «كييفنا! جورجي فاسيليفيتش مالاكوف [الإنجليزية], 1975 (طباعة لينو [الإنجليزية])» يصور الطابع البريدي رفع العلم الأحمر فوق المبنى الإداري في ساحة القديس ميخائيل [الإنجليزية] في ليلة 5-6 نوفمبر 1943.. | 2,00 هريفنا           | 6 نوفمبر 2013 م     | 163٬000      | سفيتلانا بوندار                    |
| رقم 1325 رقم 1326 رقم 1327 رقم 1328                                    |        | ورقة طوابع تذكارية رقم 119 تصم 4 طوابع عن «الفناء الأوكراني»: - سنجاب - دغناش - منشدو الترانيم - دجاج رومي. | 2,00 2,50 هريفنا      | 22 نوفمبر 2013 م    | 59٬000       | كوست لافرو                         |
| رقم 1329                                                               |        | «ذكرى 150 عامًا منذ ولادة أولغا كوبيليانسكا [الإنجليزية]. 1863—1942». | 2,00 هريفنا           | 27 نوفمبر 2013 م    | 170٬000      | فاسيل فاسيلنكو                     |
| رقم 1330                                                               |        | «عيد ميلاد مجيد!». | 2,00 هريفنا           | 6 ديسمبر 2013 م     | 190٬000      | فولوديمير كورنيف                   |
| رقم 1331                                                               |        | «نيكولاي أموسوف. 1913—2002». | 2,00 هريفنا           | 6 ديسمبر 2013 م     | 163٬000      | تاران فولوديمير فاسيليفيتش         |
| رقم 1332 رقم 1333 رقم 1334 رقم 1335                                    |        | ورقة طوابع تذكارية رقم 120 تضم 4 طوابع تحمل صورة «حلية صدرية (Q3373936)». | 4,00 5,60 هريفنا      | 12 ديسمبر 2013 م    | 50٬000       | ماريا هايكو                        |
| رقم 1336 رقم 1337                                                      |        | إصدار مشترك بين «أوكرانيا والمغرب»، طبعت في شكل طابعين متجاورين. - «أوكرانيا: ميناء أوديسا» - «المغرب: ميناء طنجة المتوسط». | 2,00 3,30 هريفنا      | 18 ديسمبر 2013 م    | 98٬000       | صورة: يفغينا كاليشوكا              |
| رقم 1338 رقم 1339                                                      |        | إصدار مشترك: «أوكرانيا — رومانيا», طبعت في شكل طابعين متجاورين وقسيمة - «كنيسة المخلص (أوكرانيا)» - «دير سوسيفيتا [الإنجليزية] (رومانيا)». - «كنيسة المخلص (أوكرانيا)» على الطابع الروماني - «دير سوسيفيتا [الإنجليزية] (رومانيا)» على الطابع الروماني                                                                                                  | 2,00 3,30 هريفنا      | 21 ديسمبر 2013 م    | 105٬000      | سيرهي غوروبيتس                     |
| رقم 1340 رقم 1341 رقم 1342 رقم 1343 رقم 1344 رقم 1345                  |        | ورقة طوابع تذكارية رقم 121 «الأبراج الشرقية (الفأر-الثعبان)» з шести марок: - «الفأر» - «الثور» - «الببر» - «الأرنب» - «التنين» - «الثعبان» | 2,50 هريفنا           | 25 ديسمبر 2013 م    | 105٬000      | إيفان كرافيتس                      |
| رقم 1346 رقم 1347 رقم 1348 رقم 1349 رقم 1350 رقم 1351                  |        | ورقة طوابع تذكارية رقم 122 «الأبراج الشرقية (الحصان-الخنزير)» з шести марок: - «الحصان» - «العنزة» - «القرد» - «الديك» - «الكلب» - «الخنزير» | 2,50 هريفنا           | 25 ديسمبر 2013 م    | 105٬000      | إيفان كرافيتس                      |

## قائمة الطوابع القياسية (الدائمة)
| التسلسل في الكتالوج | الصورة | الوصف والمصادر | القيمة | تاريخ طرحها للتداول | كيمة الإصدار | المصمم                     |
| ------------------- | ------ | -------------- | ------ | ------------------- | ------------ | -------------------------- |
| رقم 1270            |        | «توت أبيض»     | N      | 11 يناير 2013 م     | كمية كبيرة   | تاران فولوديمير فاسيليفيتش |
| رقم 1321            |        | «كمثرى»        | G      | 22 أكتوبر 2013 م    | كمية كبيرة   | تاران فولوديمير فاسيليفيتش |
| رقم 1323            |        | «أبو فايس»     | Є      | 5 نوفمبر 2013 م     | كمية كبيرة   | تاران فولوديمير فاسيليفيتش |

## إصدار اليوم الأول
تنسيق الطباعة الأوفست:
- С5 — 162×229 ملم
- С6 — 114×162 ملم

| التسلسل في الكتالوج                                         | الصورة        | الصورة           | الوصف والمصدر                                                                            | تاريخ طرحها للتداول | التصميم والأبعاد (ملم) | كيمة الإصدار | المصمم                         |
| التسلسل في الكتالوج                                         | الظرف البريدي | العلامة البريدية | الوصف والمصدر                                                                            | تاريخ طرحها للتداول | التصميم والأبعاد (ملم) | كيمة الإصدار | المصمم                         |
| ----------------------------------------------------------- | ------------- | ---------------- | ---------------------------------------------------------------------------------------- | ------------------- | ---------------------- | ------------ | ------------------------------ |
| رقم غ.أ.ي. 440 رقم خ.أ.ي. 510                               |               |                  | الإصدار الثامن من الطوابع البريدية القياسية. (ورقة)                                      | 11 يناير 2013       | С6                     | 15000        | تاران فولوديمير فاسيليفيتش     |
| رقم غ.أ.ي. 477 رقم خ.أ.ي. 511                               |               |                  | ذكرى 900 عام على ميثاق فلاديمير مونوماخ [الأوكرانية]                                     | 22 فبراير 2013      | С6                     | 4100         | ميكولا سافوفيتش كوتشوبي        |
| رقم غ.أ.ي. 478 رقم خ.أ.ي. 512                               |               |                  | الذكرى السنوية المائة والخمسون لميلاد فلاديمير فرنادسكي                                  | 28 فبراير 2013      | С6                     | 4100         | تاران فولوديمير فاسيليفيتش     |
| رقم غ.أ.ي. 479 رقم خ.أ.ي. 513                               |               |                  | سلسلة "الذكرى المئوية الثانية لميلاد تاراس شيفتشينكو." "مستوحى من الكوبزار [الإنجليزية]" | 9 مارس 2013         | С6                     | 4100         | تاران فولوديمير فاسيليفيتش     |
| رقم غ.أ.ي. 480 رقم خ.أ.ي. 513                               |               | С6               | سلسلة "الذكرى المئوية الثانية لميلاد تاراس شيفتشينكو." "مستوحى من الكوبزار [الإنجليزية]" | 9 مارس 2013         | 4100                   |              | تاران فولوديمير فاسيليفيتش     |
| رقم غ.أ.ي. 481 رقم خ.أ.ي. 514                               |               |                  | ذكرى 200 عام منذ ولادة سيمين هولاك-أرتيموفسكي [الإنجليزية]                               | 25 مارس 2013        | С6                     | 4100         | فاسيل فاسيلنكو                 |
| رقم غ.أ.ي. 482 رقم خ.أ.ي. 515                               |               |                  | صناعة العربات في أوكرانيا                                                                | 27 مارس 2013        | С6                     | 5000         | فاليري رودينكو                 |
| رقم غ.أ.ي. 483 رقم خ.أ.ي. 518 رقم خ.أ.ي. 519                |               |                  | كييف، بوريسبيل: مطار بوريسبيل الدولي - مبنى الركاب د                                     | 2 أبريل 2013        | С6                     | 4100         | فاسيل فاسيلنكو                 |
| رقم غ.أ.ي. 484 رقم خ.أ.ي. 520 رقم خ.أ.ي. 521 رقم خ.أ.ي. 522 |               | رقم 520 رقم 521  | جمال وعظمة أوكرانيا. جمهورية القرم ذاتية الحكم                                           | 24 أبريل 2013       | С6                     | 7000         | كالميكوف أوليكساندر فيدوروفيتش |
| رقم غ.أ.ي. 485 رقم خ.أ.ي. 520 رقم خ.أ.ي. 523                |               | رقم 520 رقم 521  | جمال وعظمة أوكرانيا. جمهورية القرم ذاتية الحكم                                           | 24 أبريل 2013       | С5                     | 10000        | كالميكوف أوليكساندر فيدوروفيتش |
| رقم غ.أ.ي. 486 رقم خ.أ.ي. 524                               |               |                  | عيد فصح سعيد!                                                                            | 30 أبريل 2013       | С6                     | 2000         | ناتاليا أندريشينكو             |
| رقم غ.أ.ي. 487 رقم خ.أ.ي. 525 رقم خ.أ.ي. 526                |               |                  | 1150 عامًا من الكتابة السلافية                                                            | 22 مايو 2013        | С6                     | 4100         | سيرهي غوروبيتس                 |
| رقم غ.أ.ي. 488 رقم خ.أ.ي. 527                               |               |                  | 100 سنة. أول دورة ألعاب أولمبية روسية [الأوكرانية]. كييف 1913                            | 25 مايو 2013        | С6                     | 4100         | فولوديمير جدانوف               |
| رقم غ.أ.ي. 489 رقم خ.أ.ي. 528                               |               |                  | أوروبا-2013. سيارة بريدية                                                                | 29 مايو 2013        | С6                     | 4100         | فاليري رودينكو                 |
| رقم غ.أ.ي. 490 رقم خ.أ.ي. 529                               |               |                  | 1 يونيو — اليوم العالمي للطفل                                                            | 31 مايو 2013        | С6                     | 4100         | أولينا زوبوفا                  |
| رقم غ.أ.ي. 491 رقم خ.أ.ي. 532                               |               |                  | 900 عام من تاريخ "السجل الأولي"                                                          | 26 يوليو 2013       | С6                     | 4100         | ميكولا سافوفيتش كوتشوبي        |
| رقم غ.أ.ي. 492 رقم خ.أ.ي. 533                               |               |                  | 1025 عامًا على معمودية كييف روس                                                           | 28 يوليو 2013       | С6                     | 4100         | كوست لافرو (غ.أ.ي.)            |
| رقم غ.أ.ي. 493 رقم خ.أ.ي. 536                               |               |                  | خبز                                                                                      | 20 أغسطس 2013       | С5                     | 4100         | يوليكا برافدوخينا              |
| رقم غ.أ.ي. 494 رقم خ.أ.ي. 538 رقم خ.أ.ي. 539                |               |                  | جمال وعظمة أوكرانيا. مقاطعة دنيبروبتروفسك                                                | 23 أغسطس 2013       | С6                     | 4100         | كالميكوف أوليكساندر فيدوروفيتش |
| رقم غ.أ.ي. 485 رقم خ.أ.ي. 538 رقم خ.أ.ي. 539                |               | С5               | جمال وعظمة أوكرانيا. مقاطعة دنيبروبتروفسك                                                | 23 أغسطس 2013       | 10000                  |              | كالميكوف أوليكساندر فيدوروفيتش |
| رقم غ.أ.ي. 495 رقم خ.أ.ي. 540                               |               |                  | إيفدوكيم فولوشينوف "القرع"                                                               | 24 أغسطس 2013       | С6                     | 4100         |                                |
| رقم غ.أ.ي. 496 رقم خ.أ.ي. 542                               |               |                  | طائرة «أنتونوف أن-158 (Q2895046)»                                                        | 31 أغسطس 2013       | С6                     | 4100         | فاليري رودينكو                 |
| رقم غ.أ.ي. 497 رقم خ.أ.ي. 543 رقم خ.أ.ي. 544                |               | رقم 543 رقم 544  | جمال وعظمة أوكرانيا. مقاطعة فينيتسا                                                      | 5 سبتمبر 2013       | С6                     | 4100         | كالميكوف أوليكساندر فيدوروفيتش |
| رقم غ.أ.ي. 485 رقم خ.أ.ي. 543 رقم خ.أ.ي. 544                |               | رقم 543 رقم 544  | جمال وعظمة أوكرانيا. مقاطعة فينيتسا                                                      | 9 سبتمبر 2013       | С5                     | 10000        | كالميكوف أوليكساندر فيدوروفيتش |
| رقم غ.أ.ي. 498 رقم خ.أ.ي. 544 رقم خ.أ.ي. 545                |               |                  | 1000 سنة على بناء دير القديس أوسيكنوفينسكي لياديف (Q12164984)                            | 15 سبتمبر 2013      | С6                     | 4100         | تاران فولوديمير فاسيليفيتش     |
| رقم غ.أ.ي. 499 رقم خ.أ.ي. 549                               |               |                  | تاريخ الاتصالات الوطنية                                                                  | 9 أكتوبر 2013       | С6                     | 2500         | فولوديمير كوليك                |

## روابط خارجية
- "Каталог марок України: 2013". КМД УДППЗ «Укрпошта». مؤرشف من الأصل في 21 грудня 2017. اطلع عليه بتاريخ 2018-05-14. {{استشهاد ويب}}: تحقق من التاريخ في: |تاريخ أرشيف= (مساعدة)
- "Каталог продукції 2013". КМД УДППЗ «Укрпошта». مؤرشف من الأصل في 14 травня 2018. اطلع عليه بتاريخ 2018-05-14. {{استشهاد ويب}}: تحقق من التاريخ في: |تاريخ أرشيف= (مساعدة)
- "Former Soviet Union New Issues: Ukraine: 2013" (بالإنجليزية). Nestor Publishers. Archived from the original on 21 грудня 2017. Retrieved 2018-05-14. {{استشهاد ويب}}: تحقق من التاريخ في: |تاريخ أرشيف= (help)